# Sucupira (telenovela)
Sucupira es una telenovela chilena dirigida por Vicente Sabatini, producida por Verónica Saquel, escrita por Víctor Carrasco y emitida por Televisión Nacional de Chile desde el 11 de marzo hasta el 9 de agosto de 1996. Está inspirada en la telenovela brasileña O Bem-Amado creada por Dias Gomes. En la trama se habla de la corrupción política, el fanatismo, el populismo y la persecución de la prensa, utilizando como trasfondo la administración de un pueblo pesquero ficticio que cuenta con un universo de personajes que representan distintos problemas de la sociedad chilena como la deficiencia de programas de salud mental y el clasismo. Además, la historia se inspiró en diversos momentos ligados con la actualidad chilena de la época.
Es protagonizada por Héctor Noguera, Ángela Contreras, Francisco Reyes, Delfina Guzmán y Álvaro Rudolphy. La suma de todos los componentes que se presentan en la trama, su universo de personajes y musicalización provocaron que con el paso del tiempo Sucupira se transformara en una «telenovela de culto», siendo retransmitida por TVN en tres ocasiones e inspirando otras producciones. También originó en internet una serie de memes que han sido ampliamente utilizados hasta la actualidad por internautas chilenos en diferentes contextos. Debido al éxito, Sucupira tuvo un spin-off basado en la segunda y tercera temporada de O Bem-Amado, que se llamó Sucupira, la comedia (1998-1999). 

## Sinopsis
Sucupira un pueblo costero cuya economía se sustenta a través de su caleta de pescadores, y que enfrenta una pronta elección para dirigir la alcaldía. Por ella compite Federico Valdivieso (Héctor Noguera), un hombre ladino, mujeriego y tozudo, que con aires de demagogia y grandilocuencia al hablar, promete construir un cementerio, pues los difuntos deben ser enterrados en otras tierras al no contar la localidad con uno propio. La competencia de Federico es Mariana Montero (Delfina Guzmán), una viuda de carácter fuerte, que administra negocios de explotación de olivos que el mismo Federico compra para su fábrica de aceites Valdivieso. 
En esta lucha de facciones, Federico cuenta con el apoyo incondicional de tres mujeres, las hermanas Dora Lineros (Anita Klesky), Luisa Lineros (Coca Guazzini) y Regina Lineros (Patricia Rivadeneira). Las hermanas son sus más queridas militantes del comando y están encargadas de organizar las manifestaciones a favor del candidato. Además, son estandartes de la moral en el pueblo, a pesar de que cada una de ellas mantiene amores secretos con Valdivieso. Mientras que por el lado de Mariana, es la intelectual Elena Domínguez (Consuelo Holzapfel), quien la respalda y asesora en sus decisiones públicas.
Federico gana las elecciones y se convierte en alcalde de Sucupira, sin que eso impida que Mariana Montero continúe siendo parte activa de su oposición, a la que se sumará el reportero del periódico local El Litoral, Rafael Aliaga (Álvaro Rudolphy). 
Tras esto llega Bárbara, la hija de Federico (Ángela Contreras), que junto a tres amigas están a punto de terminar de titularse de biología marina, por lo que se instalan en Sucupira a trabajar en su tesis, y pues, nunca la terminan. Ella es una mujer libre, que en las noches de luna llena se baña semidesnuda en la playa. En uno de sus baños nocturnos, el periodista la ve salir del mar y se encanta con el misterio de esa mujer que no sólo es hermosa y cautivante, sino que además, es la hija de su principal adversario. Otro que queda maravillado es Juan Aravena (Pablo Schwarz), un humilde lugareño que suele conversar con su burro Luis Miguel, y cuya mayor aspiración es ser raptado por la mujer del mar.
También llega a vivir al pueblo Esteban Onetto (Francisco Reyes), un médico del que Bárbara está encaprichada, pero que no puede superar la muerte de su esposa luego de una cirugía en la que él mismo intervino. Onetto decide alejarse de la capital y buscar refugio en un sitio más tranquilo, por lo que llega al pueblo a hacerse cargo del policlínico local. Allí se volverá a encontrar con Bárbara y se armará el triángulo amoroso
con el periodista Aliaga junto a la novia de él, Sofía (Viviana Rodríguez), que es la hija de Mariana Montero. 
Valdivieso manda a robar los medicamentos cuando a Sucupira la ataca una epidemia de alergia y hurgando en el pasado decide contactar al último asesino del pueblo, Manuel Diablo (Marcelo Romo), que luego de haber cumplido su condena, tras veinte años en la cárcel, es traído de regreso por Federico, quien piensa que su alma asesina no podrá resistir volver a cometer un crimen, y así tendrá el cadáver que tanto quiere para inaugurar el cementerio. 
Finalmente, Valdivieso planifica un auto atentado. De esta forma, le pide a Manuel Diablo que dispare desde el patio hacia la ventana de su oficina, así él podrá jugar el rol de víctima y recobrará la popularidad, pero todo el plan se arruina, cuando justo al momento del disparo entra Mariana en su oficina. Federico, enamorado de ella, se levanta de su escondite para protegerla y la bala le impacta hiriéndolo mortalmente. Es así como cementerio de Sucupira tiene así su primer difunto.

## Reparto
El elenco dirigido por Vicente Sabatini está conformado por:

### Principales
- Francisco Reyes como Esteban Onetto.
- Ángela Contreras como Bárbara Valdivieso «La mujer del mar».[6]
- Álvaro Rudolphy como Rafael Aliaga.
- Viviana Rodríguez como Sofía Montero.
- Héctor Noguera como Federico Valdivieso.[7]
- Delfina Guzmán como Mariana Montero.
- Luis Alarcón como Ambrosio Campos.
- Coca Guazzini como Luisa Lineros.[8]
- Mauricio Pešutić como Renato Montenegro «Primo Renato».[9]
- Consuelo Holzapfel como Elena Domínguez.
- Alejandro Castillo como Ramiro Pórtela.
- Anita Klesky como Dora Lineros.
- José Soza como Segundo Fábrega.[10]
- Ana Reeves como Carmen Salinas.
- Marcelo Romo como Manuel Campos «Manuel Diablo».[11]
- Patricia Rivadeneira como Regina Lineros.
- Remigio Remedy como Rodrigo Valdivieso.
- Claudia Burr como Soledad Campos.
- Álvaro Morales como Raimundo Prado.
- Amparo Noguera como Norma Órdenes.
- Pablo Schwarz como Juan Aravena «Juan Burro».[12]
- Tamara Acosta como Daniela López «Daniela Submarina».[13]
- Felipe Braun como Cristián López.
- Valentina Pollarolo como Rocío Ureta.
- Juan Pablo Bastidas como Fernando Rovira.
- Óscar Hernández como Carlos López.
- Ximena Rivas como Susana Alfaro.
- Carmen Disa Gutiérrez como Olga Marín «Olguita Marina».[14]
- Francisco Melo como Diógenes Tobar.[15]
- Mario Montilles como Damián Plaza.
- Mireya Véliz como Hilda Moya.
- Ricardo Pinto como Jeremías Alegría.
- Mónica Godoy como Loreto Inostroza.
- Maite Pascal como Claudia Briceño.
- Ana Luz Figueroa como Carla Silva.
- Catalina Olcay como Francisca Silva.
- Ernesto Gutiérrez como «El cincuenta».
- Samuel Guajardo como «El corcho».
- Juan Carlos Montagna como «El jaiba».
- Andrea Molina como Luna Del Alba.[16]

## Producción
Los guiones de O Bem-Amado fueron traídos desde Brasil por el productor Pablo Ávila, y adaptados por Víctor Carrasco —quien estuvo a cargo del equipo de guionistas conformado por Hugo Morales y Gonzalo Peralta— bajo la supervisión de Vicente Sabatini. Sucupira fue la última adaptación hecha por Televisión Nacional de alguna historia original de TV Globo y marcó el inicio de una nueva era de telenovelas —que continúa hasta la actualidad— cuya temática aborda situaciones complejas con un tono de comedia.
Sucupira fue una de las primeras telenovelas chilenas que movilizó a todo su equipo para grabar fuera de la Región Metropolitana, en este caso, en las costas de Papudo y Zapallar, en la Región de Valparaíso. Mientras que las escenas de Ángela Contreras bañandose en la playa de noche fueron grabadas en Varadero, Cuba.
Originalmente el papel de Federico Valdivieso fue ofrecido al actor Nissim Sharim, con la intención de reencontrarlo con Delfina Guzmán, con quien protagonizó varios anuncios comerciales en la década de 1980; sin embargo, lo rechazó para seguir sus labores en el teatro. Claudia di Girolamo también rechazó aparecer en esta telenovela y Carolina Fadic fue contemplada para el papel de Bárbara Valdivieso, pero estaba embarazada al momento de iniciar las grabaciones.

## Recepción
Sucupira obtuvo en su momento el mejor estreno de una telenovela en Chile, desde que se comenzó a realizar mediciones en línea en 1991 con un peak de 33 puntos y venció a su competencia Marrón Glacé, el regreso de Canal 13, con una audiencia promedio de 27,6 puntos de rating promedio durante sus 108 emisiones entre marzo y agosto de 1996.
Debido al éxito mediático y social de Sucupira, su universo de personajes comenzó a formar parte de la cultura popular chilena y se volvió una «telenovela de culto». En el reparto de Sucupira destacan personajes como las hermanas Lineros (interpretadas por Anita Klesky, Coca Guazzini y Patricia Rivadeneira); el huérfano Juan Aravena (Pablo Schwarz) y su burro Luis Miguel; el chofer Diógenes (interpretado por Francisco Melo), que caza mariposas; y la «mujer del mar» (Ángela Contreras).
Una de las historias secundarias con mayor repercusión fue la del farmacéutico del pueblo, interpretado por José Soza, que sufre por los ahogos y escapadas de su mujer, «Olguita Marina» (Carmen Disa Gutiérrez). Esta última es uno de los personajes más renombrados de la telenovela e incluso se creó una banda de cumbia con su mismo su nombre cuyas canciones hablan sobre la libertad. En febrero de 2020, el diario de circulación nacional La Tercera la denominó en un artículo como «la patrona de los ahogados», y tiempo después, en abril de 2020, HoyxHoy revivió el personaje para conocer cómo habría enfrentado la cuarentena producto de la pandemia de COVID-19.
Los personajes de Olgita Marina junto a Luisa Lineros formaron parte de la campaña televisiva de la opción «Apruebo» en torno al plebiscito de 2020 para determinar la redacción una nueva Constitución. Durante ese mismo año, varios internatutas comenzaron una campaña en diferentes redes sociales para pedir una nueva repetición de esta telenovela en TVN, lo que se concretó en enero de 2022.

### Secuela
Una secuela en forma de serie de dos temporadas fue transmitida entre 1998 y 1999 donde se da cuenta de que el alcalde Valdivieso en realidad no está muerto y no inauguró el cementerio de la ciudad, lo que genera una serie de conflictos que se van desarrollando a lo largo de los capítulos. En esta temporada participó gran parte del reparto original, con la excepción de Ángela Contreras y Remigio Remedy. Pero también se incorporó a Claudia Di Girolamo, Alfredo Castro, Eduardo Barril y Francisca Imboden, entre otros. Al igual que en la versión original esta ha tenido un éxito similar con el paso del tiempo. No obstante, en su momento finalizó con bajas cifras de audiencia.[cita requerida]

## Banda sonora

### Volumen 1: «Sucupira, El paraíso del amor»
1. Timbalada - Te quiero enamorar (Tema principal)
2. Ricardo Montaner - Soy tuyo (Tema de Bárbara y Esteban)
3. Soraya - De repente (Tema de Bárbara)
4. Los Tetas - Corazón de sandía
5. Paralamas - Una brasilera (Tema de Susana)
6. Los Calzones Rotos - No te calles (Tema de Daniela)
7. Jovanotti - L'ombelico del mondo (Tema de Federico)
8. Los Miserables - Tu alma mía (Tema de Juan del Burro)
9. Los de más abajo - Cachete, Pechito y ombligo (Tema de Daniela y las Submarinas)
10. Ragazzi - Qué va a ser de mí (Tema de Rodrigo)
11. Marta Sánchez - Arena y sol (Tema de Daniela y las Submarinas)
12. Pimpinela - Se va, se va (Tema de Norma)
13. Cecilia Echeñique - Quisiera ser  (Tema de Sofia)
14. Pablo Milanés - La soledad (Tema de Soledad)
15. Pedro Fernández - La mujer que amas (Tema de Diógenes y Regina)
16. Cindy y Tito Rodríguez - Inolvidable (Tema de Federico y Mariana)
17. Christianes - Mírame sólo una vez (Tema de Rocío y Fernando)
18. Egóticos - Pa' mar adentro (Tema de los pescadores)
19. Los Fugitivos - Veleta loca (Tema de Segundo y Olguita Marina)
20. Loreta Caribe - El meneíto
21. Los Chulos - Una simple balada (Tema De Claudia y Raimundo)
22. Sergio Dalma - Si tengo que morir (Tema de Rafael y Bárbara)
23. La Pozze Latina - Pazz la cervezza

### Volumen 2: «Los bailables de Sucupira»
1. Los de más abajo - No estaba muerto
2. La Sonora de Tommy Rey - El Ritmo-Lé
3. Sonora Dinamita - Se le para, se le para
4. Sonora Forestal - Candombe para José
5. Los Cantantes - El venao
6. El Símbolo - Levantando las manos
7. Grupo Koraje - El colesterol
8. Los Auténticos Decadentes - Corazón
9. Grupo Garibaldi - Gritos de amor
10. La Sonora Malecón - Donde estás
11. Sandy y Papo - La hora de bailar
12. Eddie Santiago - Quién diría

No incluidos en la banda sonora oficial
1. KC & The Sunshine Band - That's The Way (I Like It)
2. La Zimbabwe - Loco de atar
3. C + C Music Factory - Just A Touch Of Love (Everyday)
4. Jan Hammer - Crockett's Theme
5. Whigfield - Another Day
6. Carlos Vives - Pa' Mayté (12" Inch)
7. Carlos Gardel - Mano a mano
8. Carlos Gardel - La cumparsita
9. Carlos Gardel - Adiós, muchachos
10. Carlos Gardel - Como abrazado a un rencor
11. Carlos Gardel - Volver
12. Quiet Force - Grande Finale
13. The Murder - Marc Shaiman
14. Lucho Gatica - Esperame En El Cielo
15. Soraya - Suddenly
16. Marta Sánchez - Arena Y Sol (Remix)
17. Bob James - Obsession
18. Boyzone - Father And Son
19. Quiet Force - Grande Finale
20. Software - Beauty Of Venus
21. Art Of Noise - Crusoe
22. Sergio Blass - Sueños

## Emisión internacional
- Argentina: Canal 9.
- Costa Rica: Repretel.
- Ecuador: SíTV y Teleamazonas.
- México: TV Azteca.
- Paraguay: Canal 13.
- Perú: ATV.
- Venezuela: La Tele.

## Retransmisiones
Sucupira ha sido retransmitida por la señal nacional de Televisión Nacional de Chile en 2002, 2007 y 2022. En esta última ocasión el canal realizó un homenaje en el primer episodio a los actores fallecidos Anita Kleski, Mario Montilles, Mireya Véliz, Marcelo Romo y Ernesto Gutiérrez.